# Liste der brasilianischen Botschafter in Guyana
Der brasilianische Botschafter residiert in der Church Street in Georgetown.
Seit 1990 ist der Botschafter in Georgetown regelmäßig auch beim Generalgouverneur in St. George’s (Grenada) und Kingstown (St. Vincent und die Grenadinen) akkreditiert.
| Ernannt/Akkreditiert | Name                             | Bemerkungen                                 | ernannt von               | akkreditiert bei          | Posten verlassen |
| -------------------- | -------------------------------- | ------------------------------------------- | ------------------------- | ------------------------- | ---------------- |
| 15. Nov. 1967        | José Horácio da Cunha Garcia     |                                             | Artur da Costa e Silva    | David James Gardiner Rose | 11. Juli 1972    |
| 1972                 | Paulo Alberto da Silveira Soares | Geschäftsträger                             | Aurélio de Lira Tavares   | Arthur Chung              |                  |
| 1972                 | Paulo Fernando Telles Ribeiro    | Geschäftsträger                             | Aurélio de Lira Tavares   | Arthur Chung              |                  |
| 22. Aug. 1972        | Melillo Moreira de Mello         |                                             | Aurélio de Lira Tavares   | Arthur Chung              | 20. Apr. 1973    |
| 1. Jan. 1975         | Milton Telles Ribeiro            |                                             | Ernesto Geisel            | Arthur Chung              | 23. Dez. 1975    |
| 24. Dez. 1975        | Hey Lemos de Oliveira            | Geschäftsträger                             | Ernesto Geisel            | Arthur Chung              | 31. Dez. 1975    |
| 1989                 | Aderbal Costa                    | 7. März 1991 bis 1994:Botschafter in Kuwait | José Sarney               | Hugh Desmond Hoyte        | 7. März 1991     |
| 7. März 1991         | Gilberto Ferreira Martins        |                                             | Fernando Collor de Mello  | Hugh Desmond Hoyte        |                  |
| 2001                 | Ney do Prado Dieguez             |                                             | Luiz Inácio Lula da Silva | Bharrat Jagdeo            | 2005             |
| 16. Juni 2009        | Luiz Gilberto Seixas de Andrade  | (* 21. Oktober 1950 in Rio de Janeiro)      | Luiz Inácio Lula da Silva | Donald Ramotar            |                  |